# Kruishoeve
Kruishoeve (Limburgs: Krutshof) is een buurtschap in de gemeente Voerendaal ten westen van Colmont in de Nederlandse provincie Limburg. De kern van de buurtschap is de gelijknamige grote hoeve met bijgebouwen boven op de Vrakelberg, die deel uitmaakt van het Plateau van Ubachsberg.
Aan de noordwestzijde van deze hoeve aan de overzijde van de Kolmonderweg heeft een Romeinse villa gelegen: Romeinse villa Ubachsberg.
Dorpen: Klimmen · Kunrade · Ransdaal · Ubachsberg · Voerendaal

Gehuchten: Colmont · Craubeek · Fromberg · Mingersborg · Retersbeek · Termaar · Weustenrade · Winthagen

Buurtschappen: Barrier · Dolberg · Hellebeuk · Koulen · Kruishoeve · Kunderberg · Lubosch · Opscheumer · Overheek · Termoors · Terveurt

Limburg: Steden en dorpen      Nederland: Provincies · Gemeenten